# Can Pau (Sant Jaume dels Domenys)
Can Pau és una masia de Sant Jaume dels Domenys (Baix Penedès) inclosa a l'Inventari del Patrimoni Arquitectònic de Catalunya.

## Descripció
És una masia situada en un turonet prop de Sant Jaume, al peu de la carretera de Sant Jaume a Vilafranca del Penedès. L'edifici presenta una escalinata que mena cap a la porta d'entrada, d'arc de mig punt dovellat. El pis noble presenta un balcó de ferro forjat i dos rellotges de sol (el del matí i el de la tarda). A la dreta veiem la part més antiga de la casa que data de 1768 segons la inscripció que es troba damunt la llinda de la finestra. A la banda dreta hi ha una altra estructura que presenta una porta amb llinda, dos balcons amb barana de ferro al pis noble i unes golfes amb dues petites finestres. L'edifici és tancat per un baluard de data posterior (1901). Cal ressaltar les baranes de pedra que decoren l'edifici, rematades per uns pinacles en forma de copa.

## Història
La casa ha obtingut el renom d'un dels seus propietaris. Actualment és habitada per uns masovers que conreen la hisenda.